# 北海道地方環境事務所
北海道地方環境事務所（ほっかいどうちほうかんきょうじむしょ）は、札幌市にある環境省の地方支分部局である。

## 管轄区域
- 北海道

## 組織
- 北海道地方環境事務所（札幌第1合同庁舎）
  - 総務課
  - 資源循環課
  - 環境対策課
  - 国立公園・保全整備課
  - 野生生物課

## 管内事務所
- 北海道地方環境事務所 直轄
  - 稚内自然保護官事務所（稚内市）
  - 大雪山国立公園管理事務所（上川郡上川町）
    - 東川管理官事務所（上川郡東川町）
    - 上士幌管理官事務所（河東郡上士幌町）

  - 羽幌自然保護官事務所（苫前郡羽幌町）
  - 支笏湖自然保護官事務所（千歳市）
  - 洞爺湖自然保護官事務所（虻田郡洞爺湖町）
  - 苫小牧自然保護官事務所（苫小牧市）
- 釧路自然環境事務所（釧路市）
  - ウトロ自然保護官事務所（斜里郡斜里町）
  - 羅臼自然保護官事務所（目梨郡羅臼町）
  - 川湯自然保護官事務所（川上郡弟子屈町）
  - 阿寒湖自然保護官事務所（釧路市）
  - 釧路湿原自然保護官事務所（釧路市）

## 管内の国立公園
- 利尻礼文サロベツ国立公園
- 知床国立公園
- 阿寒摩周国立公園
- 釧路湿原国立公園
- 大雪山国立公園
- 支笏洞爺国立公園